# 원수산
원수산(元帥山)은 세종특별자치시에 위치한 251m 높이의 산으로 전월산과 함께 세종시의 중앙부에 있다.

## 이름의 유래
'원수산' 지명은 고려 충렬왕 때인 1291년 고려를 침공한 합단적(원나라 반군)을 삼장군인 한희유, 김흔, 인후가 물리친 '연기대첩'에서 유래됐다. 지금의 연서면 쌍전리 일대에서 대승을 거둔 고려군은 원수산 일대에서 다시 전투를 벌였고 남은 잔당들을 모두 무찔렀다고 한다.